# La Pastoral
La Pastoral è un'opera teatrale di Angelo Beolco detto Ruzante, scritta nel 1521. È questa la sua prima opera sviluppata organicamente, in una struttura semplicissima: 20 scene in un atto unico.
Il primo intento è un'accesa polemica con l'Arcadia di Jacopo Sannazzaro, opera di gran voga all'epoca. Mentre questa mostrava un mondo contadino idealizzato e di maniera, Beolco non indugia a dimostrare come la struttura stessa sia del tutto inidonea a contenere una rappresentazione anche solo lontanamente realistica, di cui sente la profonda esigenza storica. Per questo divide la propria opera in due parti.

## Trama
La prima parte, scritta in terzine a rima alterna ed in lingua, narra la storia del vecchio Mileso, innamorato della ninfa Siringa, che lo deride e lo respinge. Per la profonda delusione, il contadino si uccide. Lo ritrova un altro contadino, Mospo, che, vedendolo morto, sviene. Sopraggiunge un terzo contadino, Arpino, che, trovando i due amici, e credendoli morti entrambi, li compiange e decide di dar loro onorata sepoltura. Non riuscendo a far tutto da solo, va a cercare Ruzante, per farsi aiutare.
Qui si chiude la prima parte e comincia la seconda. Lo scarto è immenso, come in un'improvvisa accelerata, il vernacolo di Ruzante conferisce un ritmo di fatto diverso. Questi è intento a cacciare uccelli, preso dal bisogno di mangiare e di portare cibo a casa, dove ha tre bocche da sfamare. Accetta di dare il proprio aiuto solo quando Arpino gli permette di mangiare e di prendere i vestiti. Accortosi che Mopso è solo svenuto, Ruzante sollecita l'amico a chiamare un dottore, Mastro Francesco, per tentare di farlo rinvenire. Poi, però, se ne pente, rendendosi conto che dovrà rinunciare al soprabito di Mopso. Anche nel consiglio, Ruzante non è disinteressato. Infatti, vuol estorcere una cura gratuita per suo padre, che da tempo è ammalato. Mastro Francesco, cui viene promessa una giusta ricompensa, si reca sul luogo, fa rinvenire Mopso e dà il consiglio a Ruzante, che corre a casa. Mopso e Arpino seppelliscono Mileso sotto l'altare di Pan intorno al quale si svolge l'intera scena, e sacrificano un agnello. Ruzante ritorna proprio in tempo per mangiarsi la bestia e per ringraziare Mastro Francesco: grazie al suo rimedio, il padre è morto, lasciandolo finalmente in pace, e lasciandogli in eredità la casa ed il bestiame.

## Temi affrontati
Il tema del padre emerge prepotentemente, e non va dimenticato che il Beolco era figlio naturale e non legittimo del medico Giovan Francesco, che lo aveva delegato proprio in quell'anno (1521) alla cura dei suoi affari. Come ha acutamente rilevato Giovanni Calendoli: «Mastro Francesco è generalmente considerato un prototipo arcaico della maschera del Dottore ed è invece un'inquietante figura allegorica: un cinico dispensatore di vita e di morte, un enigmatico e torvo angelo luciferino».
In questa opera non viene tanto sviluppato il tema della rappresentazione del contado padovano o una sua apologia, quanto l'insufficienza delle strutture letterali e teatrali a rappresentarlo adeguatamente. Nella sua prima apparizione, il personaggio di Ruzante è affrescato in tinte forti e rapide, tutto preso dalle proprie esigenze biologiche, chiuso a qualunque sensibilità che non sia il proprio soddisfacimento. Nel prologo viene esposta con grande veemenza la polemica contro l'attacco subito da Padova, abbandonata da tutti, ad opera delle forze militari delle Lega di Cambrai. La difesa di quel mondo è per il Beolco la difesa della libertà e della dignità storica di Padova.